# Daehak-dong
Daehak-dong (koreanska: 대학동)  är en stadsdel i Sydkoreas huvudstad Seoul. Den ligger i stadsdistriktet Gwanak-gu i den sydvästra delen av staden. Stadsdelen domineras av huvudcampus för Seouls nationella universitet och Daehak i stadsdelens namn betyder universitet.